# 大馬璘遺址文化園區

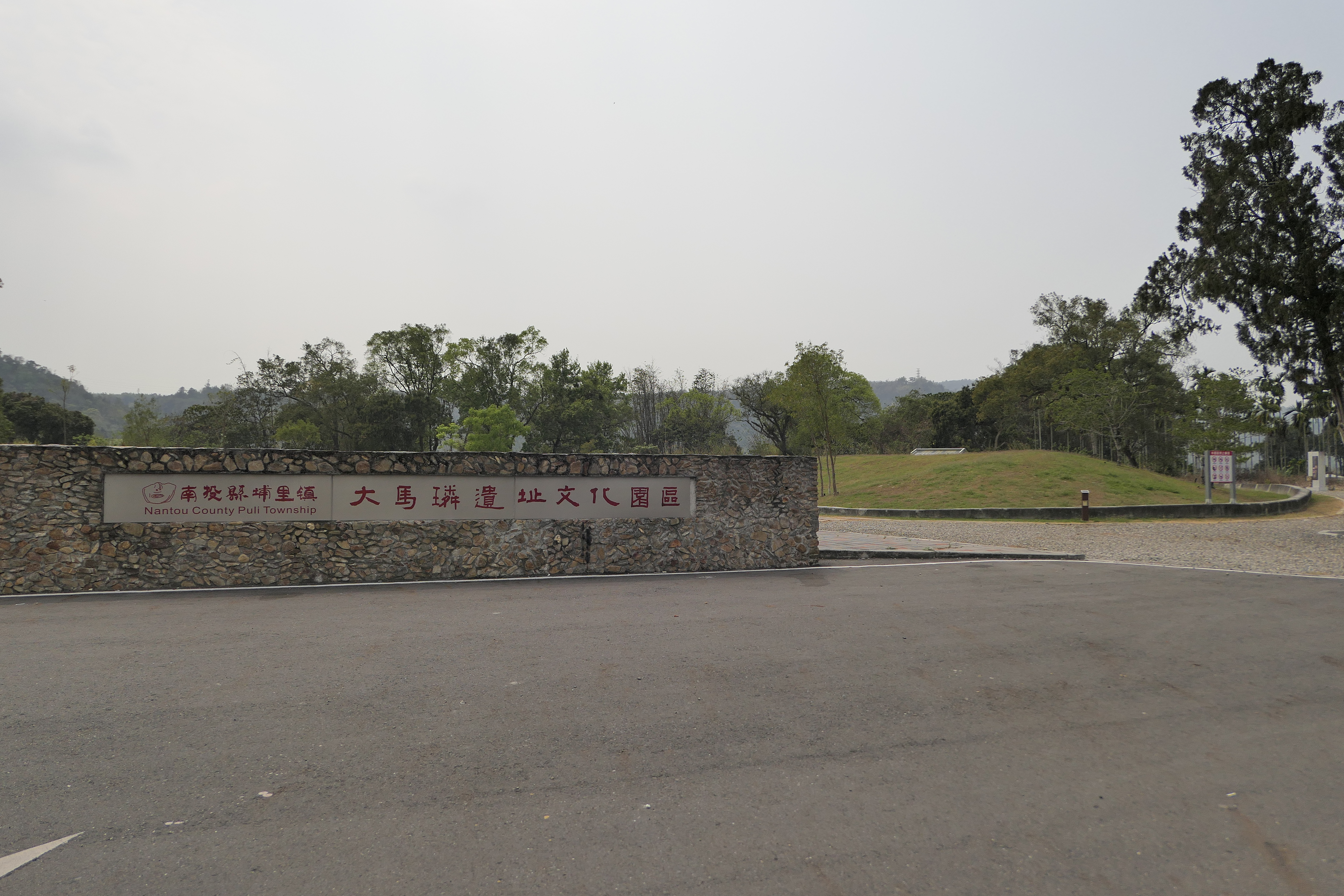
大馬璘遺址文化園區入口

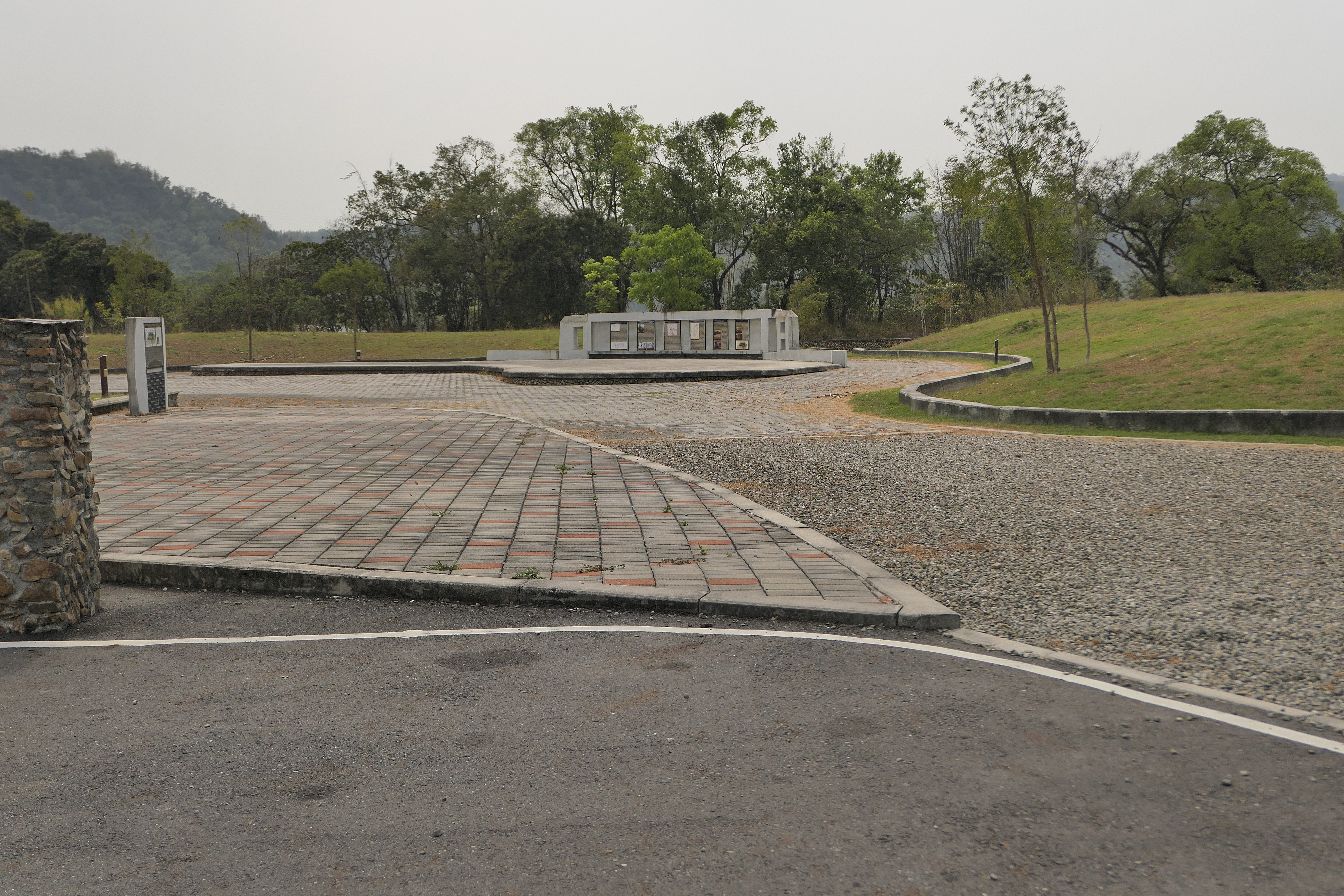
大馬璘遺址文化園區

大馬璘遺址文化園區位在臺灣南投縣埔里鎮，醒靈寺的西邊。該園區所在地原本建有愛蘭營區，營區裁撤後土地荒廢閒置。閒置下來的土地原本計畫興建標準射箭場，但在2007年動工整地後發現大馬璘遺址文物而停工。之後南投縣政府文化局將該地規劃成公園，在2017年1月17日正式動工，2019年9月左右完工。